# Пайич, Рок
Рок Пайич (словен. Rok Pajič, родился 26 сентября 1985 в Есенице) — словенский хоккеист, правый и центральный нападающий чешского клуба «Мотор Ческе-Будеёвице». Сын Мураицы Пайича, югославского хоккеиста. Племянник Бориса Пайича, югославского хоккеиста.

## Карьера

### Клубная
Карьеру начинал в словенском клубе «Краньска-Гора», выступал с 15 лет в Словенской хоккейной лиге. В 2002 году переехал в Чехию, где и выступает по сей день. Начинал в Чехии карьеру в клубе «Писек», затем продолжил карьеру в «Били Тигржи», хотя формально выступал на правах аренды в разных клубах. В 2006 году перешёл в клуб «Бероуншти Медведи», через год перебрался в «Врхлаби». Отыграв там два сезона, перешёл в слованский клуб «Устечти Льви».

### В сборной
Сборную Пайич представлял на всех уровнях: в составе сборной до 18 лет играл в Первом дивизионе 2002 и 2003 годов, в сборной до 20 лет на чемпионатах мира в Первом дивизионе с 2003 по 2005 годы, в основной сборной на чемпионатах мира 2006, 2008, 2011 и 2013 годов в Высшем дивизионе.